# Better for America

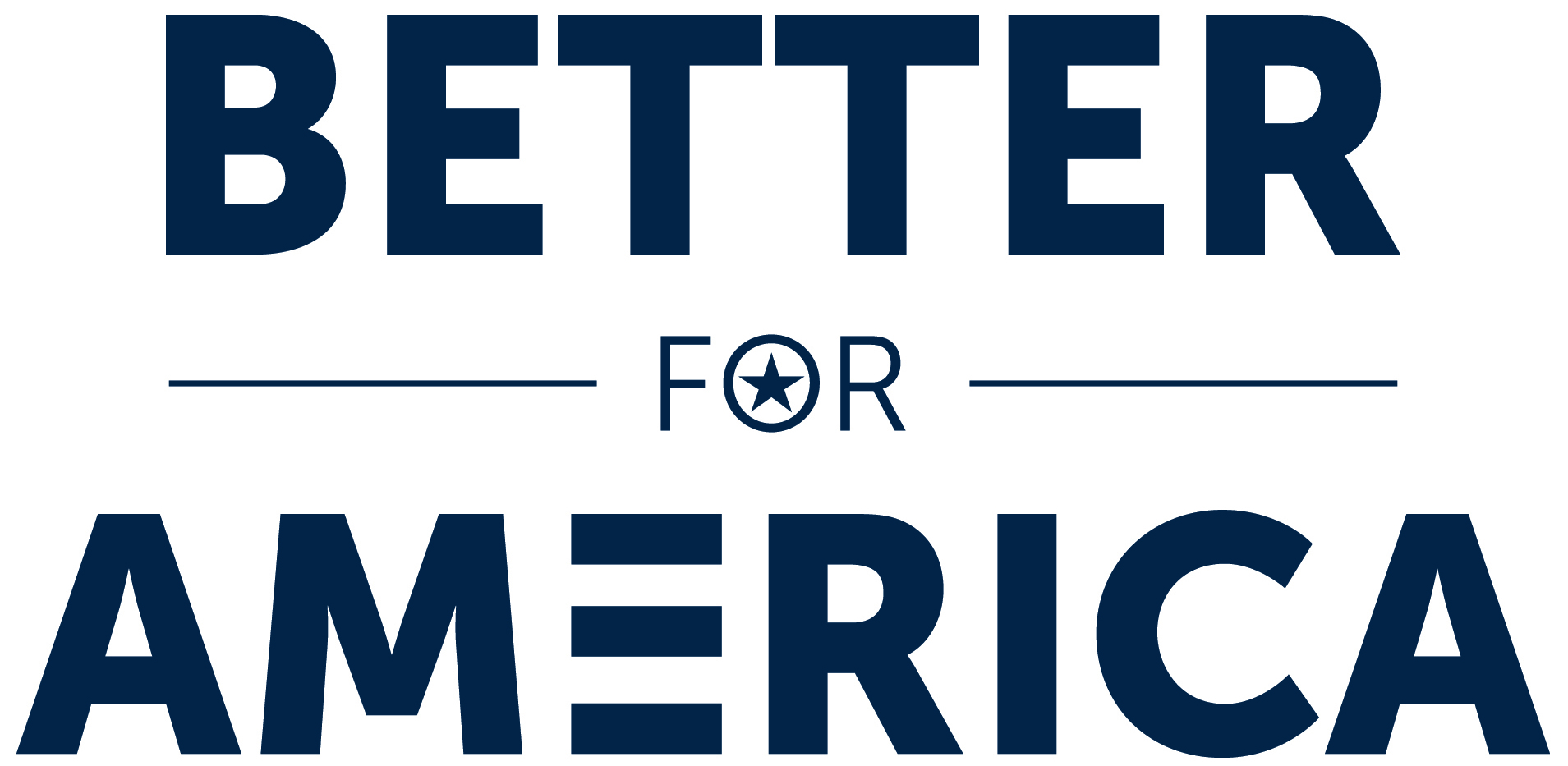
Logo

Better for America ist eine US-amerikanische Non-Profit-Organisation im Sinne einer 501(c) organization gemäß United States Code, deren Ziel die Aufstellung eines unabhängigen Kandidaten bei der US-Präsidentschaftswahl 2016 ist. Im August stellte die Organisation Evan McMullin als entsprechenden Kandidaten vor, hierzu wurde sie in zwei US-Bundesstaaten als politische Partei anerkannt.

## Hintergrund

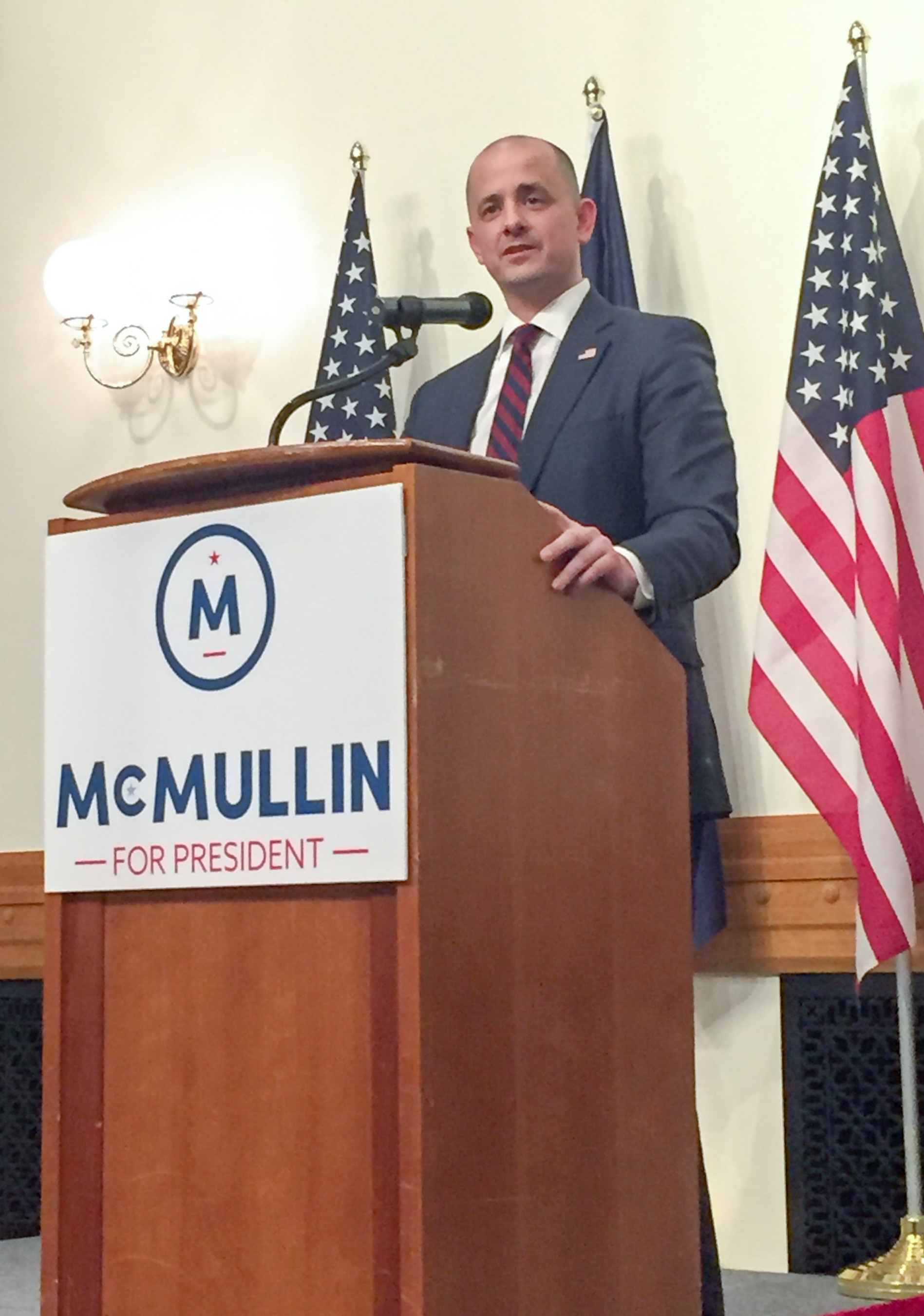
Auftritt McMullins als Präsidentschaftskandidat im Oktober 2016

Better for America entstand im Juni 2016 vor dem Hintergrund der Unzufriedenheit mit den sich abzeichnenden Kandidaten Donald Trump und Hillary Clinton mit dem Ziel, einen von den beiden großen Parteien unabhängigen Kandidaten für die US-Präsidentschaft aufzustellen. Da hier insbesondere konservative Kräfte am Werk waren, wurde die Organisation der sogenannten „Never Trump“-Bewegung zugeordnet.

Rot: McMullin steht auf dem Wahlzettel; orange: McMullin ist Einschreibkandidat; grau: McMullin ist nicht wählbar

Ziel war es zunächst, in Staaten mit einem Wahlrecht, dass eine Aufnahme auf den Stimmzetteln ohne Nennung des tatsächlichen Namens erlaubt ,– die Verfassung der Vereinigten Staaten legt in Artikel 1 und 2 die Regularien zur Wahl des US-Präsidenten fest, dabei wird insbesondere in Artikel 1 festgelegt, dass jeder einzelne Bundesstaat eigene Wahlgesetze erlässt – auf die Stimmzettel zu gelangen. Eine entsprechende Eingabe zur Anerkennung als Partei in New Mexico scheiterte jedoch zunächst am Quorum. In Arkansas hingegen war eine entsprechende Petition zur Anerkennung als Partei für die Präsidentschaftswahl Anfang August erfolgreich.
Am 8. August 2016 gab der Republikaner Evan McMullin bekannt, in der am 8. November 2016 stattfindenden Präsidentschaftswahl mit Unterstützung von Better for America anzutreten. Aufgrund der späten Kandidatur versäumte er jedoch die Termine zur Anmeldung in verschiedenen weiteren Bundesstaaten. Nach einem Einspruch von Better for America, das vor Gericht zog, wurde die Organisation im September auch in New Mexico als Partei anerkannt und McMullin im Bundesstaat zugelassen.
Als Kandidat von Better for America ist McMullin damit in Arkansas und New Mexico im Rennen, mit der Unterstützung anderer Organisationen wurde er letztlich in elf Staaten auf die Stimmzettel aufgenommen. Darüber hinaus kann er über sogenannte Write-ins, d. h. über einen handschriftlichen Zusatz durch den Wähler auf den Stimmzetteln, gemäß dem jeweiligen Wahlrecht in weiteren Staaten gewählt werden. Zudem wurde seitens McMullins Kampagne angekündigt, in Staaten, in denen dies derzeit im Wahlrecht nicht vorgesehen ist, gegen diese Einschränkungen im Gesetz gegebenenfalls vorzugehen.
Am 6. Oktober wählte McMullin die 35-jährige Geschäftsfrau und Medienstrategin Mindy Finn als Running Mate für die Präsidentschaftswahl. Aufgrund des Wahlrechts einiger Staaten, die eine Kandidatur nur mit Nennung eines Vizepräsidentschaftskandidaten erlauben, wird teilweise Nathan Johnson, ein Unterstützer McMullins, als Platzhalter auf den Stimmzettel geführt, dieser wird aber nach Eigenaussage im Falle eines Wahlsiegs verzichten.